# Cabas-Loumassès
Pour les articles homonymes, voir Cabas.
Cabas-Loumassès (Cabàs e Lo Massès en gascon) est une ancienne commune française située dans le sud du département du Gers, en région Occitanie. Sur le plan historique et culturel, la commune est dans le pays d'Astarac, un territoire du sud gersois très vallonné, au sol argileux, qui longe le plateau de Lannemezan.
Exposée à un climat océanique altéré, elle est drainée par l'Arrats, l'Arrat de devant et par divers autres petits cours d'eau.
Cabas-Loumassès est une commune rurale qui compte 48 habitants en 2022, après avoir connu un pic de population de 228 habitants en 1841.  Ses habitants sont appelés les Cabassésais ou  Cabassésaises.
Cabas-Loumassès est la plus petite commune du canton d'Astarac-Gimone. En 2025, elle fusionne avec Monbardon, Saint-Blancard et Sarcos pour devenir Cap d'Astarac.

## Géographie

### Localisation
La commune de Cabas-Loumassès se situe dans le sud du canton d'Astarac-Gimone et dans l'arrondissement de Mirande. C'est une commune du Gers et de la Gascogne. Historiquement, Cabas-Loumassès fait partie de l'Astarac.
La superficie de la commune est de 411 ha.
Les communes limitrophes sont  Arrouède, Aussos, Bézues-Bajon, Manent-Montané et Saint-Blancard.

### Communes limitrophes
|                                     | Bézues-Bajon    | Aussos         |
| Arrouède                            | Cabas-Loumassès | Saint-Blancard |
| Mont-d'Astarac (par un quadripoint) | Manent-Montané  |                |

### Géologie et relief

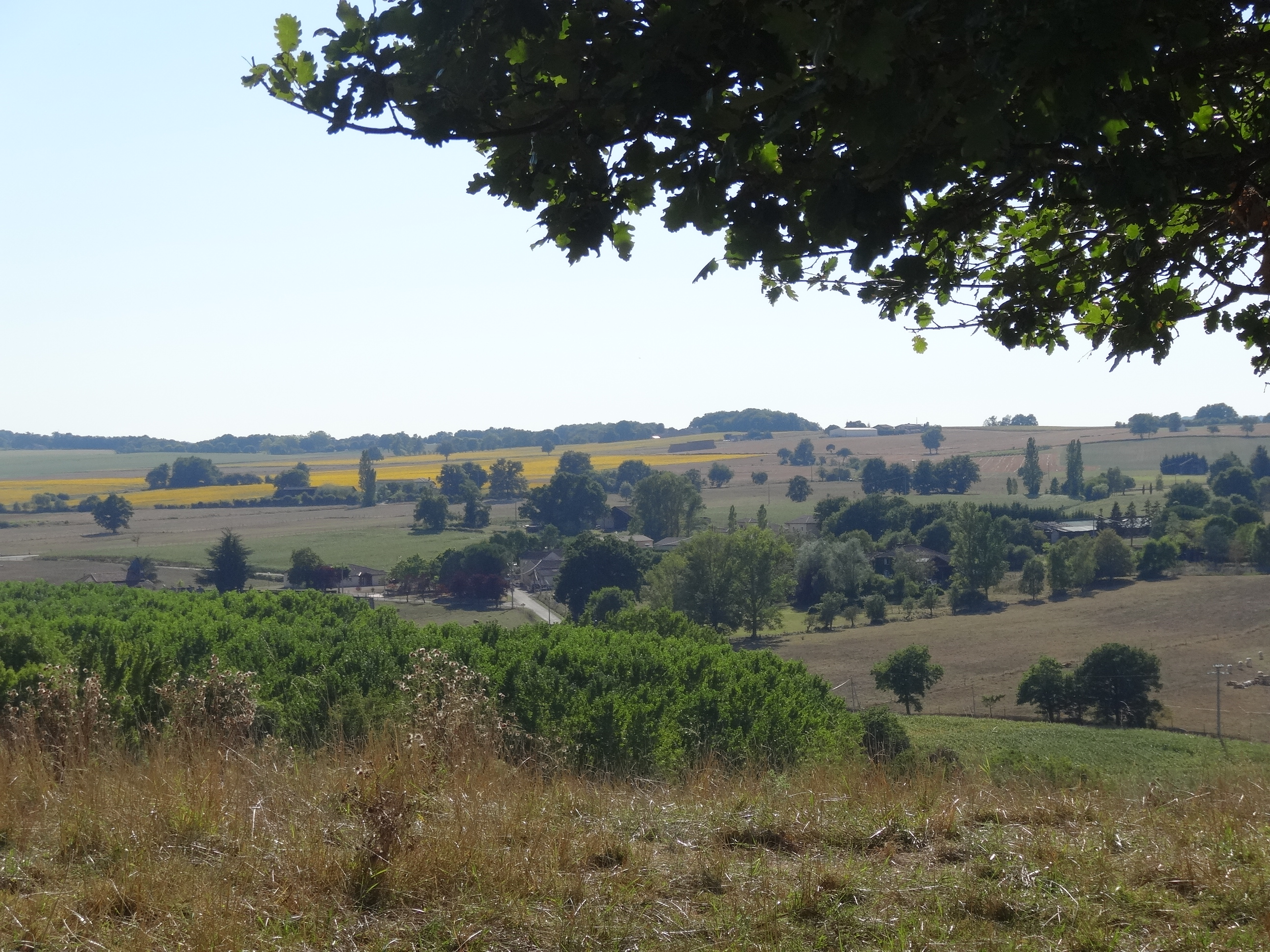
Le village vu depuis les hauteurs de la commune.

Cabas-Loumassès a une altitude minimale de 245 m et une maximale de 312 m, son altitude moyenne est de 279 m tandis que celle de sa mairie est de 270 m.
La commune dispose d'un paysage de coteaux.
Cabas-Loumassès se situe en zone de sismicité 2 (sismicité faible).

### Hydrographie

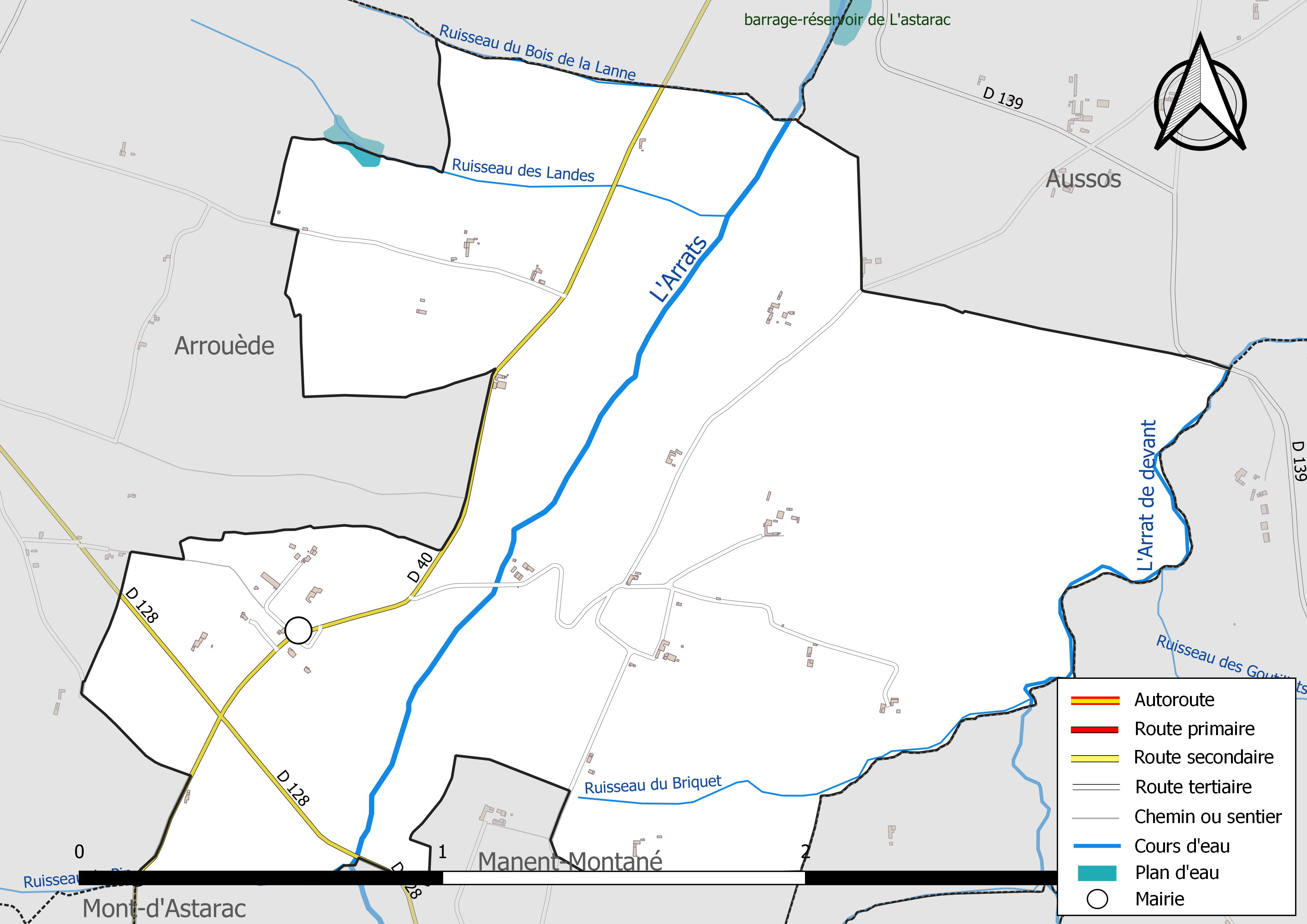
Réseaux hydrographique et routier de Cabas-Loumassès.

Deux rivières traversent la commune :
- l'Arrats traverse la commune en son milieu du sud vers le nord, ses eaux alimentent le lac de l'Astarac et son débit est régulé par le canal de la Neste qui contribue toute l'année au soutien d'étiage de la rivière ;
- l'Arrats de devant délimite la frontière est de la commune avec la partie ouest de la commune de Saint-Blancard ; ses eaux alimentent aussi le lac de l'Astarac.

Divers ruisseaux sillonnent la commune, pour la plupart propres à cette dernière :
- les ruisseaux du Pin ou du Mascaron (délimitation sud avec Manent-Montané), du Néron, d'Enguillot (délimitation nord avec Arrouède), des Landes ou des Communaux et du Bois de la Lanne (délimitation nord avec Bézues-Bajon) sont situés sur le versant ouest et sont affluents de l'Arrats ;
- le ruisseau du Briquet (délimitation sud-est avec Saint-Blancard) est situé sur le versant est et est affluent de l'Arrats de devant.

### Climat
Pour des articles plus généraux, voir Climat de l'Occitanie et Climat du Gers.
En 2010, le climat de la commune est de type climat océanique altéré, selon une étude s'appuyant sur une série de données couvrant la période 1971-2000. En 2020, Météo-France publie une typologie des climats de la France métropolitaine dans laquelle la commune est exposée à un climat de montagne ou de marges de montagne et est dans la région climatique Pyrénées centrales, caractérisée par une pluviométrie annuelle de 1 000 à 1 200 mm.
Pour la période 1971-2000, la température annuelle moyenne est de 12,5 °C, avec une amplitude thermique annuelle de 15 °C. Le cumul annuel moyen de précipitations est de 822 mm, avec 9,4 jours de précipitations en janvier et 6,3 jours en juillet. Pour la période 1991-2020, la température moyenne annuelle observée sur la station météorologique la plus proche, située sur la commune de Sadeillan à 21 km à vol d'oiseau, est de 13,6 °C et le cumul annuel moyen de précipitations est de 900,9 mm,. Pour l'avenir, les paramètres climatiques de la commune estimés pour 2050 selon différents scénarios d’émission de gaz à effet de serre sont consultables sur un site dédié publié par Météo-France en novembre 2022.

### Milieux naturels et biodiversité
Aucun espace naturel présentant un intérêt patrimonial n'est recensé sur la commune dans l'inventaire national du patrimoine naturel,,.

## Urbanisme

### Typologie
Au 1er janvier 2024, Cabas-Loumassès est catégorisée commune rurale à habitat très dispersé, selon la nouvelle grille communale de densité à sept niveaux définie par l'Insee en 2022.
Elle est située hors unité urbaine et hors attraction des villes,.

### Occupation des sols

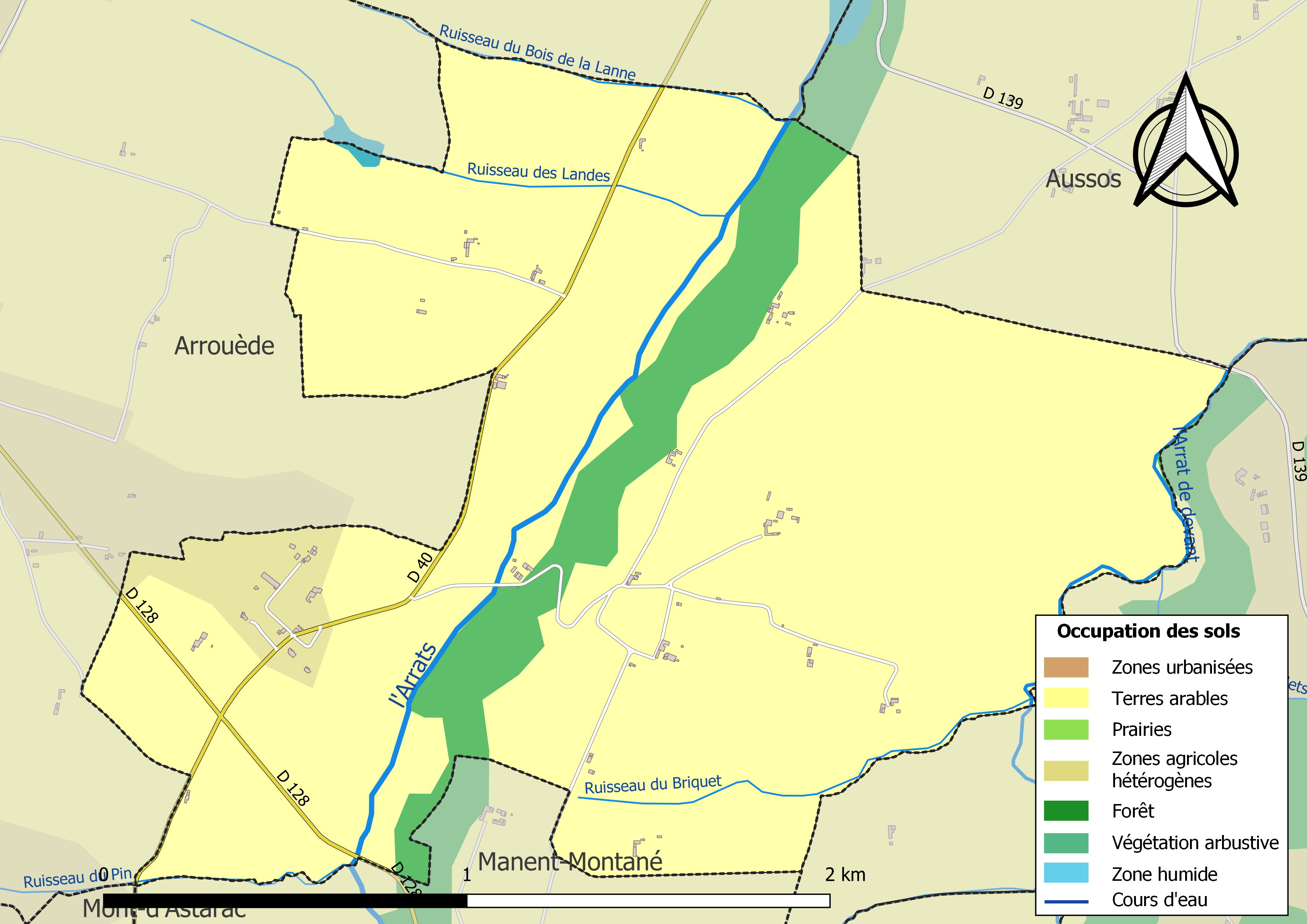
Carte des infrastructures et de l'occupation des sols de la commune en 2018 (CLC).

L'occupation des sols de la commune, telle qu'elle ressort de la base de données européenne d’occupation biophysique des sols Corine Land Cover (CLC), est marquée par l'importance des territoires agricoles (91,8 % en 2018), une proportion identique à celle de 1990 (91,8 %). La répartition détaillée en 2018 est la suivante : 
terres arables (81,2 %), forêts (8,2 %), prairies (7,3 %), zones agricoles hétérogènes (3,3 %).

### Morphologie urbaine
L'habitat est dispersé. Un lotissement s'est développé à l'ouest de la salle des fêtes.

### Logement
Cabas-Loumassès comprend en 2018 32 logements, parmi lesquels 73,9 % sont des résidences principales, 3,3 % sont des résidences secondaires et 22,9 % sont vacants. 87,0 % des ménages sont propriétaires de leur logement.

### Voies de communication et transports
- Cabas-Loumassès est traversée du nord au sud par la D 40 qui relie Aubiet aux Hautes-Pyrénées.
- En direction de l'est, la D 128 qui relie Panassac à la Haute-Garonne passe à 300 mètres du village[2].

### Risques majeurs
Le territoire de la commune de Cabas-Loumassès est vulnérable à différents aléas naturels : météorologiques (tempête, orage, neige, grand froid, canicule ou sécheresse) et séisme (sismicité faible). Un site publié par le BRGM permet d'évaluer simplement et rapidement les risques d'un bien localisé soit par son adresse soit par le numéro de sa parcelle.

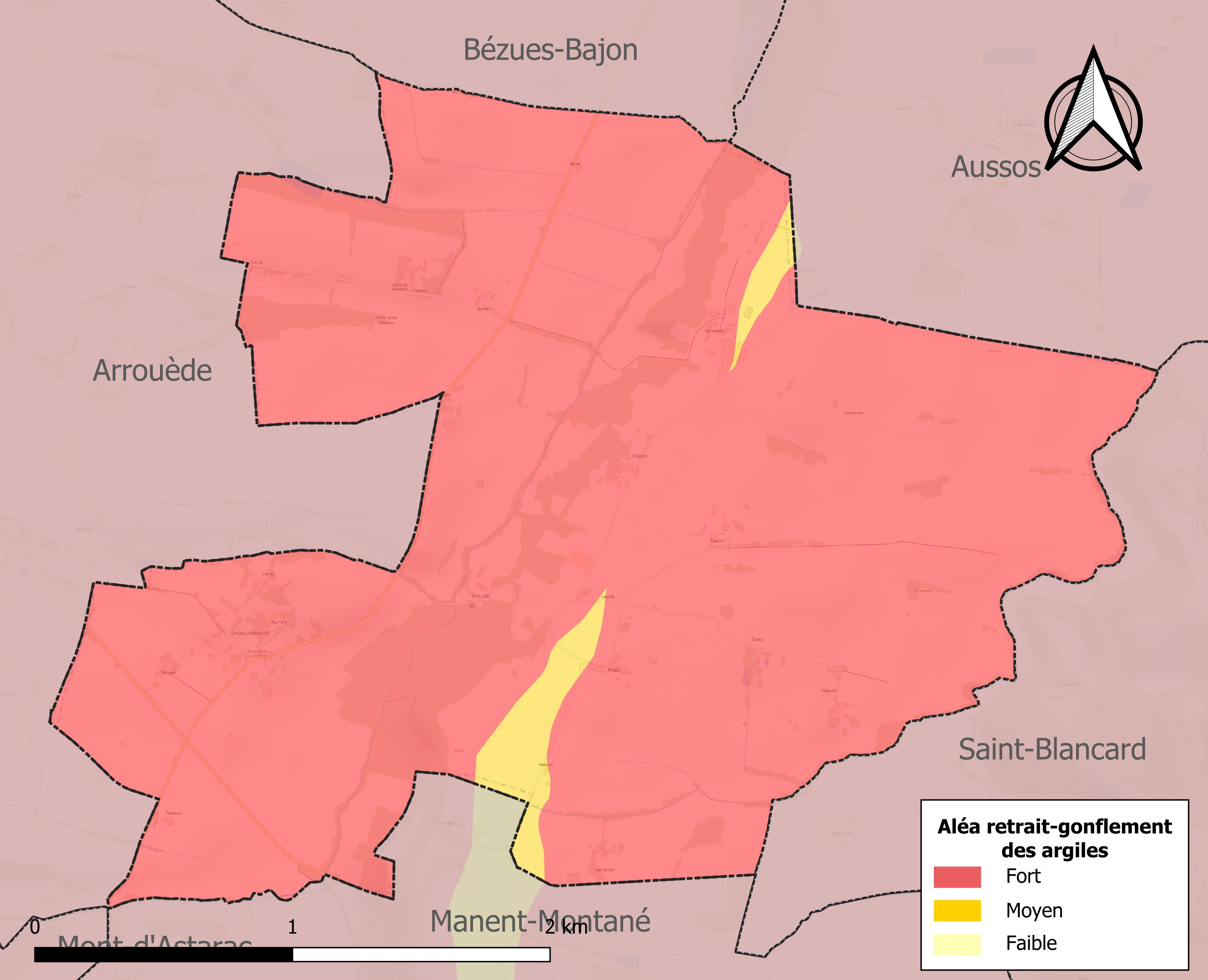
Carte des zones d'aléa retrait-gonflement des sols argileux de Cabas-Loumassès.

Le retrait-gonflement des sols argileux est susceptible d'engendrer des dommages importants aux bâtiments en cas d’alternance de périodes de sécheresse et de pluie. La totalité de la commune est en aléa moyen ou fort (94,5 % au niveau départemental et 48,5 % au niveau national). Sur les 27 bâtiments dénombrés sur la commune en 2019, 27 sont en aléa moyen ou fort, soit 100 %, à comparer aux 93 % au niveau départemental et 54 % au niveau national. Une cartographie de l'exposition du territoire national au retrait gonflement des sols argileux est disponible sur le site du BRGM,.
Par ailleurs, afin de mieux appréhender le risque d’affaissement de terrain, l'inventaire national des cavités souterraines permet de localiser celles situées sur la commune.
La commune a été reconnue en état de catastrophe naturelle au titre des dommages causés par les inondations et coulées de boue survenues en 1999, 2000 et 2009. Concernant les mouvements de terrains, la commune a été reconnue en état de catastrophe naturelle au titre des dommages causés par la sécheresse en 1989 et 1993 et par des mouvements de terrain en 1999.

## Toponymie
Cabas vient du latin Capatius mais elle a aussi été brièvement connue sous les noms de Sainte Grâce et de Cabasso. En 1821, Loumassès ou Lou Massès qui signifie la maison en gascon est rattachée à Cabas et la commune prend le nom de Cabas-Loumassès (Cabàs e Lo Massès en gascon).

## Histoire

### Les Templiers et les Hospitaliers
L'histoire de Cabas avant le XIIIe siècle est peu connue. Une charte des coutumes aurait été octroyée en 1140 et renouvelée en 1248.

Il existait à l'époque l'hôpital de Cabas, qui était une commanderie de fondation templière. La plus ancienne charte attestant de l'existence de cette commanderie est conservée au grand prieuré de Toulouse, tel que le montre cet extrait : 

« La plus ancienne charte de ses archives nous transporte, le lundi après le dimanche de la sainte Trinité, de l'année 1257, dans la petite ville de Panassac et nous montre le seigneur Galaubias de Panassac, près du cercueil de son fils bien-aimé, Raymond Garsia, donnant à la maison de Cabas et au Commandeur, Guillaume de Lalane, une rente annuelle de 3 sols morlans, la faculté de dépaissance pour leurs troupeaux et le droit de chasse sur toutes ses terres, à la condition que les Hospitaliers célébreraient, tous les ans, à pareil jour, le service divin pour l'âme du défunt et que, se rendant sur son tombeau, ils y réciteraient des prières, suivant l'usage pratiqué de tous temps pour les seigneurs de Panassac. »,.

Vers la fin du XIIIe siècle, Bertrand Cadolhe, qui était à l'époque Hospitalier et précepteur de Cabas, élabora le dessein d'ériger une bastide. Le projet est approuvé par Guillaume de Villaret, qui était à l'époque un grand prieur de Saint-Gilles. Doté de la charte de procuration par laquelle son supérieur lui accorde tous les pouvoirs nécessaires pour la réalisation du projet, Bertrand Cadolhe commença des pourparlers avec Centulle III, qui était comte d'Astarac, qui débouchèrent sur un traité de paréage signé le 16 juin 1296 à Castelnau-Barbarens. La bastide est fondée sous le nom de Sainte-Grâce mais reprit rapidement son ancienne appellation de Cabas.
Avec cet accord, Bertrand Cadolhe cédait à Centulle III la moitié de la juridiction et de tous les revenus de Cabas, gardant seulement pour lui et ses successeurs la totalité des droits ecclésiastiques et de la seigneurie spirituelle. Le comte d'Astarac s'engageait lui à élever la bastide à ses frais et à respecter toutes les franchises dont bénéficiaient déjà les habitants. Chacun des successeurs de Centule III et de Bertrand Cadolhe, en prenant possession de Cabas, devait être tenu de jurer qu'il respecterait toute sa vie durant les conditions du traité.
De plus, dans la charte de procuration, Guillaume de Villaret autorisait Bertrand Cadolhe à traiter avec l'archevêque d'Auch, pour échanger des droits que l'hôpital possédait à Saint-Léon, contre la seigneurie spirituelle de la paroisse de Sabaillan. Ainsi, l'accord augmenta la puissance des Hospitaliers à Sabaillan et fit de l'ombrage au seigneur temporel de la localité, Dalmace de Sabaillan, avec lequel le précepteur de Cabas fut obligé de transiger en 1301 pour la réglementation de leurs droits respectifs.
La commanderie de fondation templière passa aux Hospitaliers de l'ordre de Saint-Jean de Jérusalem au milieu du XIVe siècle.

### Fusion
En 1821, Cabas fusionne avec Loumassès.
Cabas est considérée par les historiens comme « une bastide avortée » en raison de son développement limité.
Loumassès, quant à elle, comprend le château de Loumassès qui a longtemps été le fief de la famille de Béon.

## Politique et administration

### Canton
En 1793, la commune de Cabas-Loumassès fait partie du canton de Mont-d'Astarac au sein du district de Mirande. Elle est rattachée en 1801 au canton de Masseube toujours au sein du district de Mirande.
À compter des élections départementales de 2015, la commune rejoint le nouveau canton d'Astarac-Gimone.

### Administration municipale
Le conseil municipal de Cabas-Loumassès comprend, en plus du maire, deux adjoints et quatre conseillers municipaux.

### Liste des maires

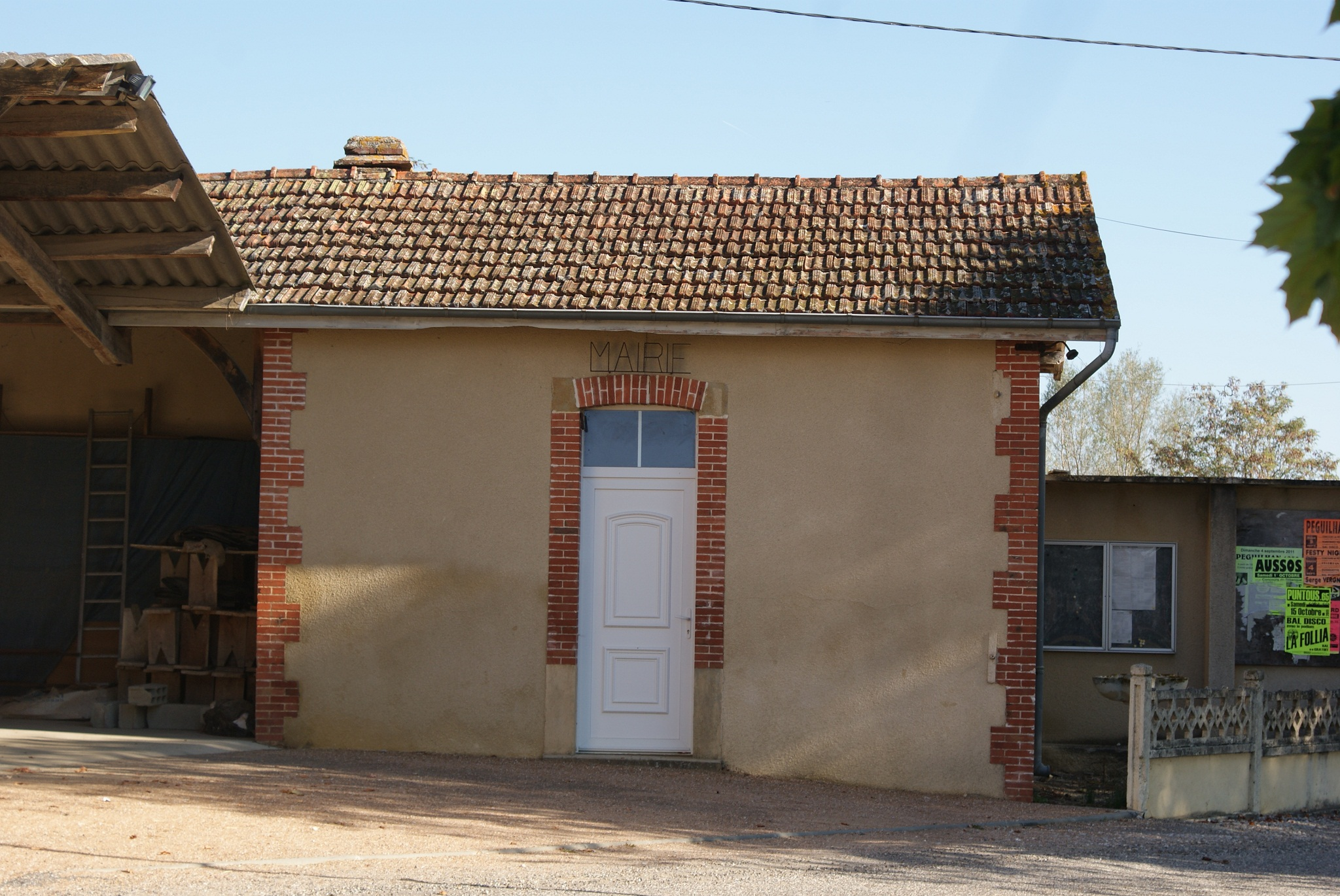
L'ancienne mairie du village, située aujourd'hui dans l'école fermée.

| Période                                  | Période  | Identité         | Étiquette | Qualité     |
| ---------------------------------------- | -------- | ---------------- | --------- | ----------- |
| 2001                                     | En cours | Henri Soumeillan | DVD       | Agriculteur |
| Les données manquantes sont à compléter. |          |                  |           |             |

## Population et société

### Démographie
L'évolution du nombre d'habitants est connue à travers les recensements de la population effectués dans la commune depuis 1793. Pour les communes de moins de 10 000 habitants, une enquête de recensement portant sur toute la population est réalisée tous les cinq ans, les populations de référence des années intermédiaires étant quant à elles estimées par interpolation ou extrapolation. Pour la commune, le premier recensement exhaustif entrant dans le cadre du nouveau dispositif a été réalisé en 2006.

En 2022, la commune comptait 48 habitants, en évolution de −5,88 % par rapport à 2016 (Gers : +1,04 %, France hors Mayotte : +2,11 %).
| 1793 | 1800 | 1806 | 1821 | 1831 | 1841 | 1846 | 1851 | 1856 |
| ---- | ---- | ---- | ---- | ---- | ---- | ---- | ---- | ---- |
| 136  | 113  | 162  | 140  | 200  | 228  | 220  | 172  | 166  |

| 1861 | 1866 | 1872 | 1876 | 1881 | 1886 | 1891 | 1896 | 1901 |
| ---- | ---- | ---- | ---- | ---- | ---- | ---- | ---- | ---- |
| 178  | 171  | 163  | 156  | 163  | 172  | 182  | 162  | 138  |

| 1906 | 1911 | 1921 | 1926 | 1931 | 1936 | 1946 | 1954 | 1962 |
| ---- | ---- | ---- | ---- | ---- | ---- | ---- | ---- | ---- |
| 148  | 122  | 99   | 102  | 103  | 81   | 77   | 89   | 83   |

| 1968 | 1975 | 1982 | 1990 | 1999 | 2006 | 2011 | 2016 | 2021 |
| ---- | ---- | ---- | ---- | ---- | ---- | ---- | ---- | ---- |
| 90   | 83   | 72   | 56   | 50   | 48   | 52   | 51   | 49   |

| 2022 | - | - | - | - | - | - | - | - |
| ---- | - | - | - | - | - | - | - | - |
| 48   | - | - | - | - | - | - | - | - |

En l'an XI, Cabas comptait 113 habitants contre 57 pour Loumassès. La population de Cabas-Loumassès n'a ensuite cessé de diminuer depuis le début du XIXe siècle.
Comme dans toutes les communes rurales entourant Cabas-Loumassès, le déficit des naissances s'est accentué à partir de 1914. La population est stable depuis les années 90.
Cabas-Loumassès est ainsi la 9e commune la moins peuplée du Gers.[Quand ?]

### Enseignement
L'école de la commune a été fermée en 1966.
Cabas-Loumassès fait partie de l'académie de Toulouse.

### Manifestations culturelles et festivités

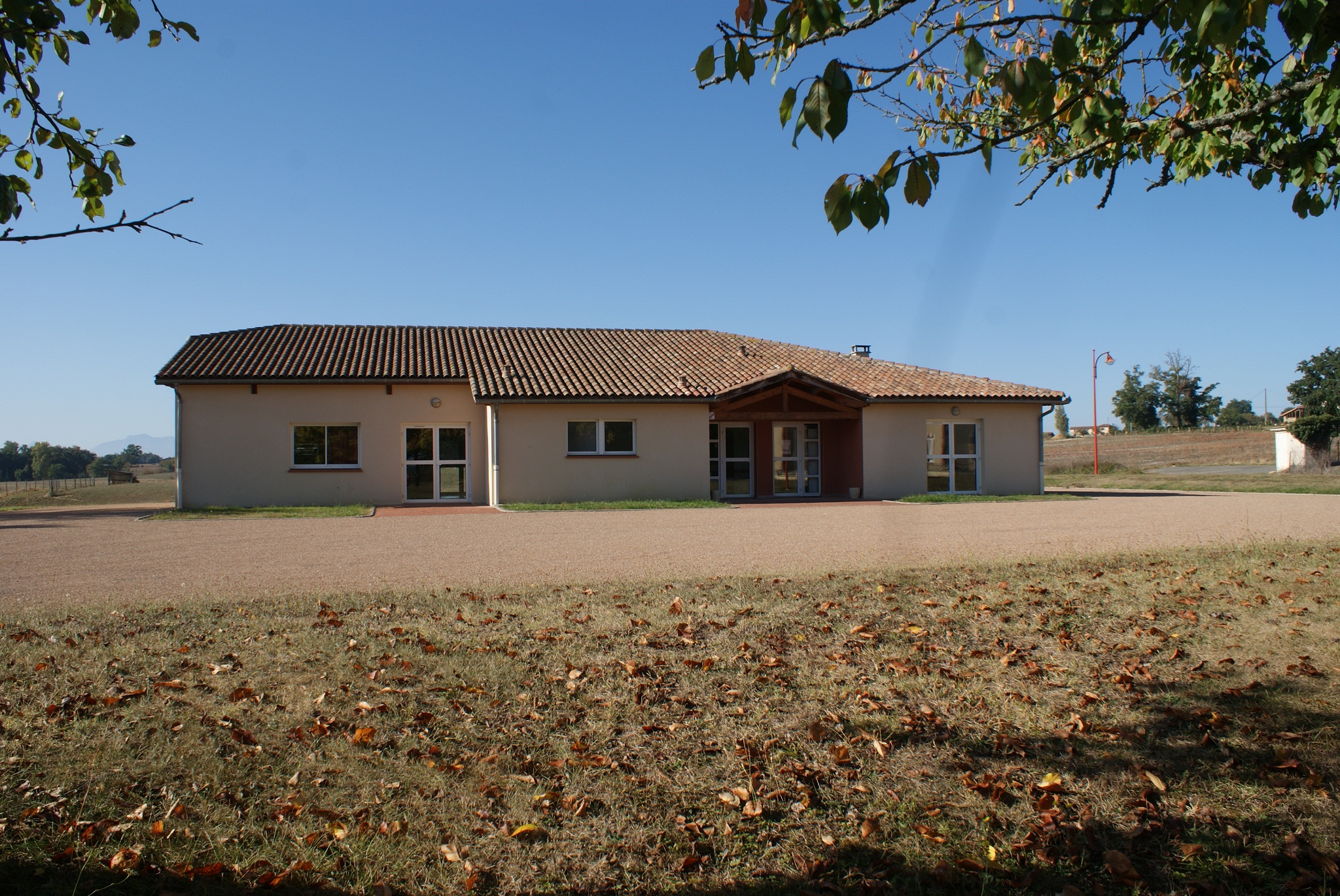
La salle des fêtes.

La commune dispose d'une salle des fêtes récente.
- Fête patronale : 28 août à Cabas et 25 novembre à Loumassès[18].

### Santé
Il n'y a pas de médecin à Cabas-Loumassès. Les médecins et la pharmacie les plus proches sont à Boulogne-sur-Gesse et l'hôpital est à Auch.

### Sports
Il n'y a pas de clubs sportifs à Cabas-Loumassès.

## Économie

### Emploi
|                | 2008  | 2013  | 2018  |
| -------------- | ----- | ----- | ----- |
| Commune        | 0 %   | 3,2 % | 7,4 % |
| Département    | 6,1 % | 7,5 % | 8,2 % |
| France entière | 8,3 % | 10 %  | 10 %  |

En 2018, la population âgée de 15 à 64 ans s'élève à 28 personnes, parmi lesquelles on compte 74,1 % d'actifs (66,7 % ayant un emploi et 7,4 % de chômeurs) et 25,9 % d'inactifs,. Depuis 2008, le taux de chômage communal (au sens du recensement) des 15-64 ans est inférieur à celui de la France et du département.
La commune est hors attraction des villes,. Elle compte 18 emplois en 2018, contre 10 en 2013 et 10 en 2008. Le nombre d'actifs ayant un emploi résidant dans la commune est de 18, soit un indicateur de concentration d'emploi de 97,2 % et un taux d'activité parmi les 15 ans ou plus de 46,5 %.
Sur ces 18 actifs de 15 ans ou plus ayant un emploi, 9 travaillent dans la commune, soit 50 % des habitants. Pour se rendre au travail, 61,1 % des habitants utilisent un véhicule personnel ou de fonction à quatre roues, 5,6 % les transports en commun et 33,3 % n'ont pas besoin de transport (travail au domicile).

### Activités hors agriculture
Deux établissements seulement relevant d’une activité hors champ de l’agriculture sont implantés  à Cabas-Loumassès au 31 décembre 2019.

### Agriculture
|               | 1988 | 2000 | 2010 | 2020 |
| ------------- | ---- | ---- | ---- | ---- |
| Exploitations | 10   | 10   | 9    | 5    |
| SAU (ha)      | 426  | 450  | 390  | 240  |

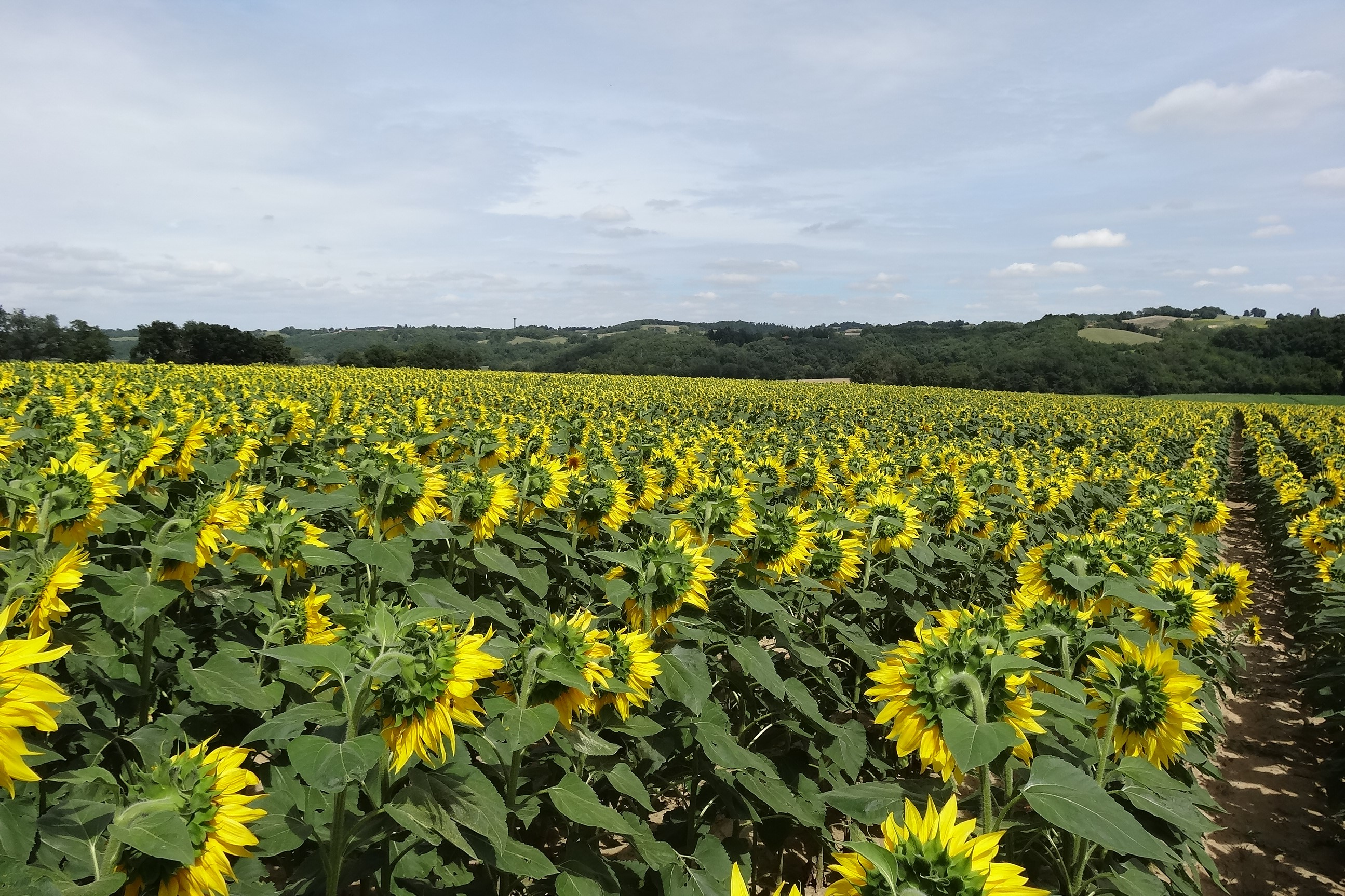
Champ de tournesols situé sur le versant est de la commune.

La commune est dans l'Astarac, une petite région agricole englobant tout le Sud du départementle centre-nord du département du Gers, un quart de sa superficie, et correspond au pied de lʼéventail gascon. En 2020, l'orientation technico-économique de l'agriculture  sur la commune est la polyculture et/ou le polyélevage. Cinq exploitations agricoles ayant leur siège dans la commune sont dénombrées lors du recensement agricole de 2020 (dix en 1988). La superficie agricole utilisée est de 240 ha,,.

## Culture locale et patrimoine

### Lieux et monuments
- Église Saint-Jean-Baptiste de Cabas. Elle présente une nef unique, un clocher-mur dont la plus petite et la plus élevée des cloches vient de Loumassès, un chevet à pans coupés et des pierres sculptées dans les murs, dont une croix de Malte, issues de réemplois[18].

L'église Saint-Jean-Baptiste
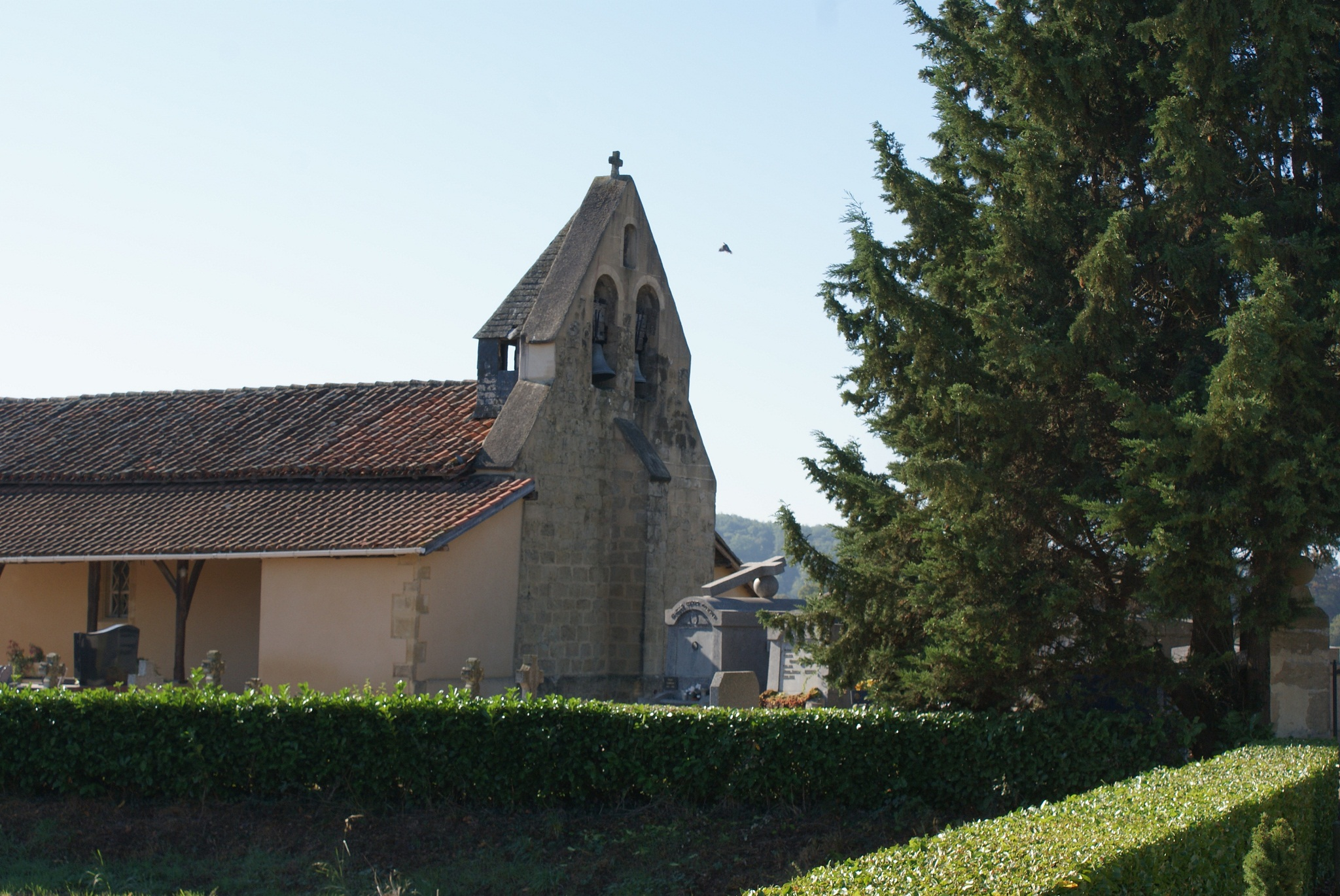
L'édifice en 2011.
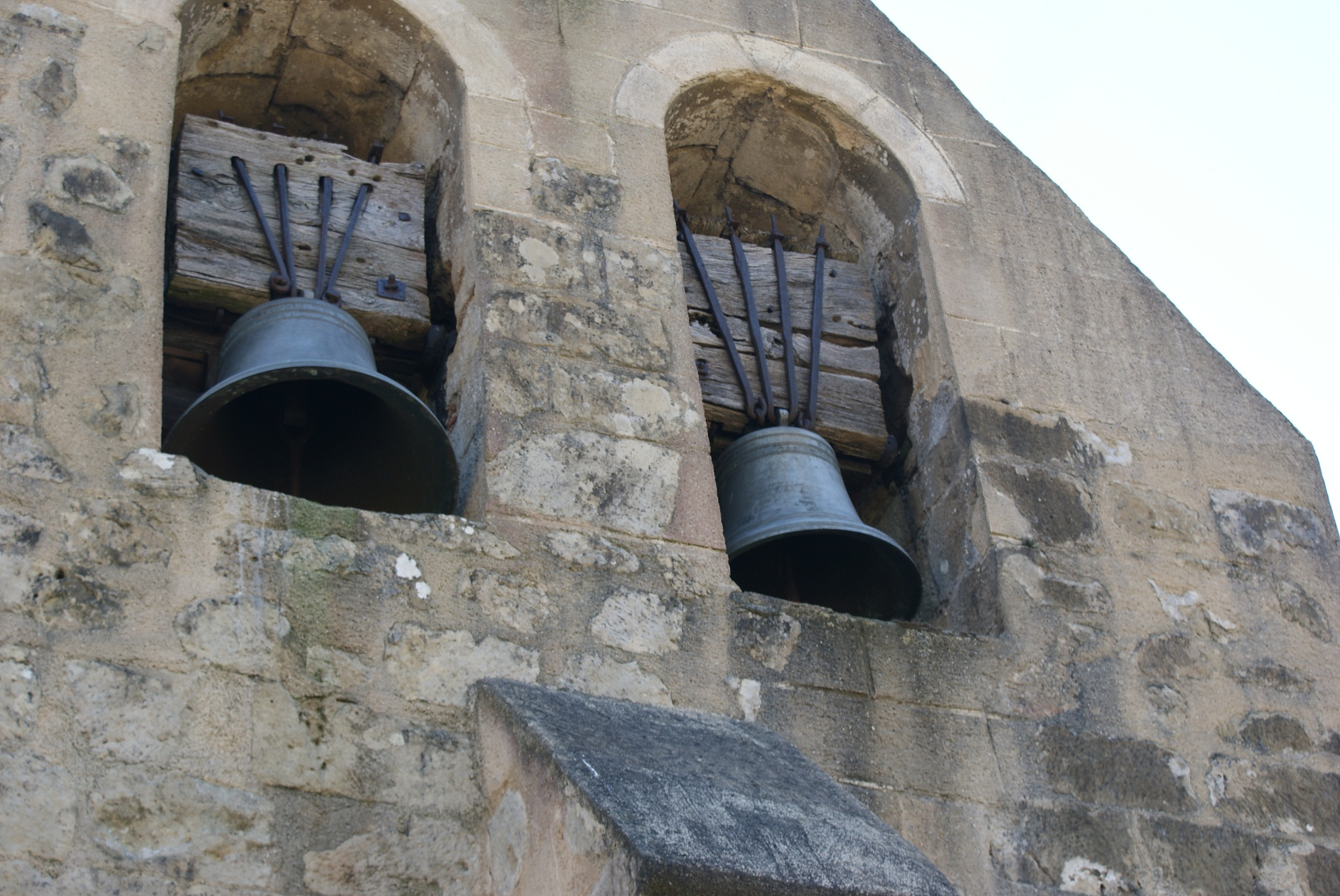
Les deux cloches du clocher-mur.
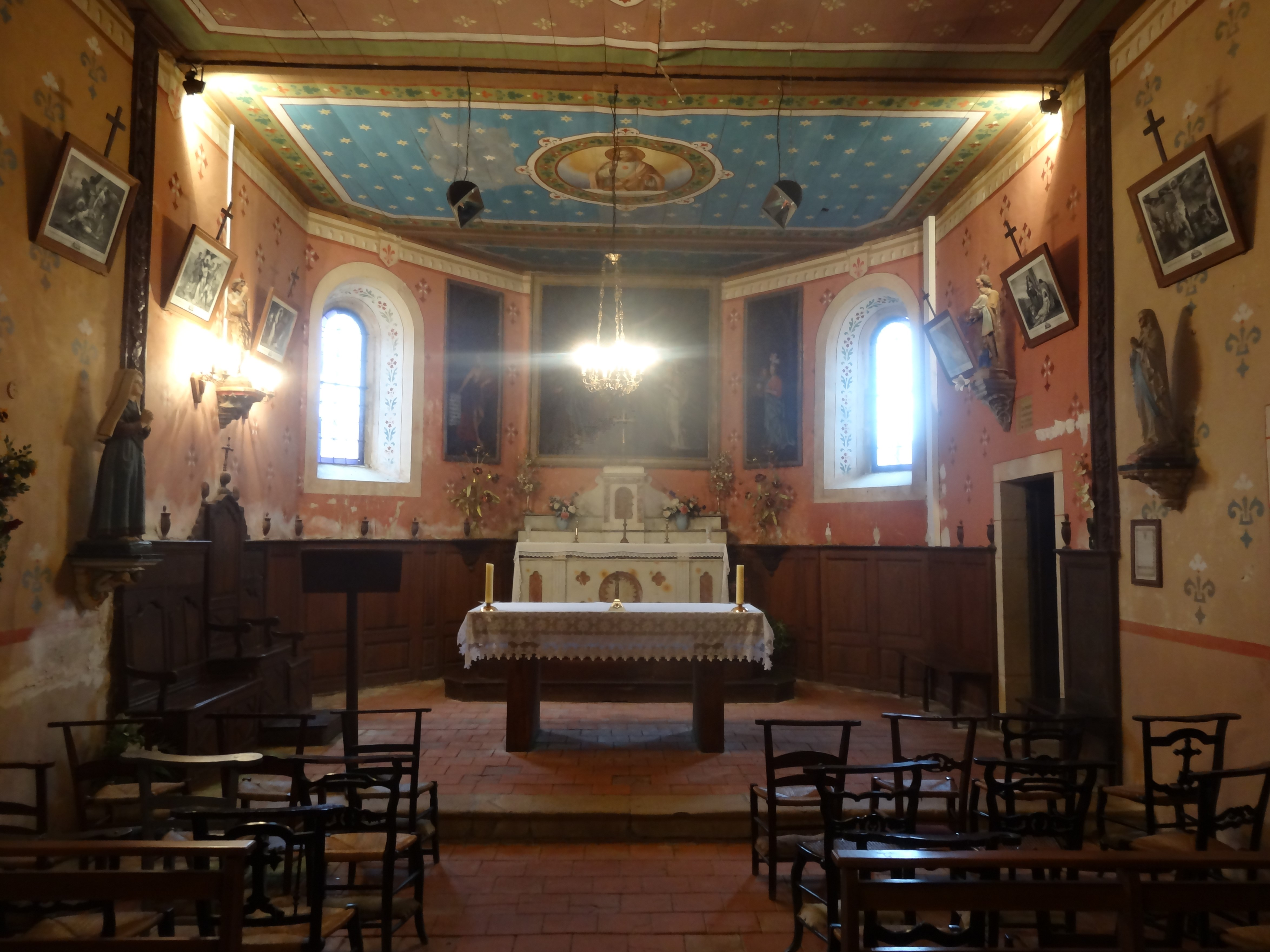
La nef et le chœur en 2019.

- Église et site castral de Loumassès. L'église est désaffectée[18]. Le château de Loumassès se trouve au sud de l'église, plus précisément au lieu-dit Métairie due Monte[18]. Jadis fief de la famille de Béon, la carte de Cassini le mentionnait en tant que château ruiné, et seuls quelques pans de murs subsistent actuellement.
- Deux croix de carrefour.

Croix
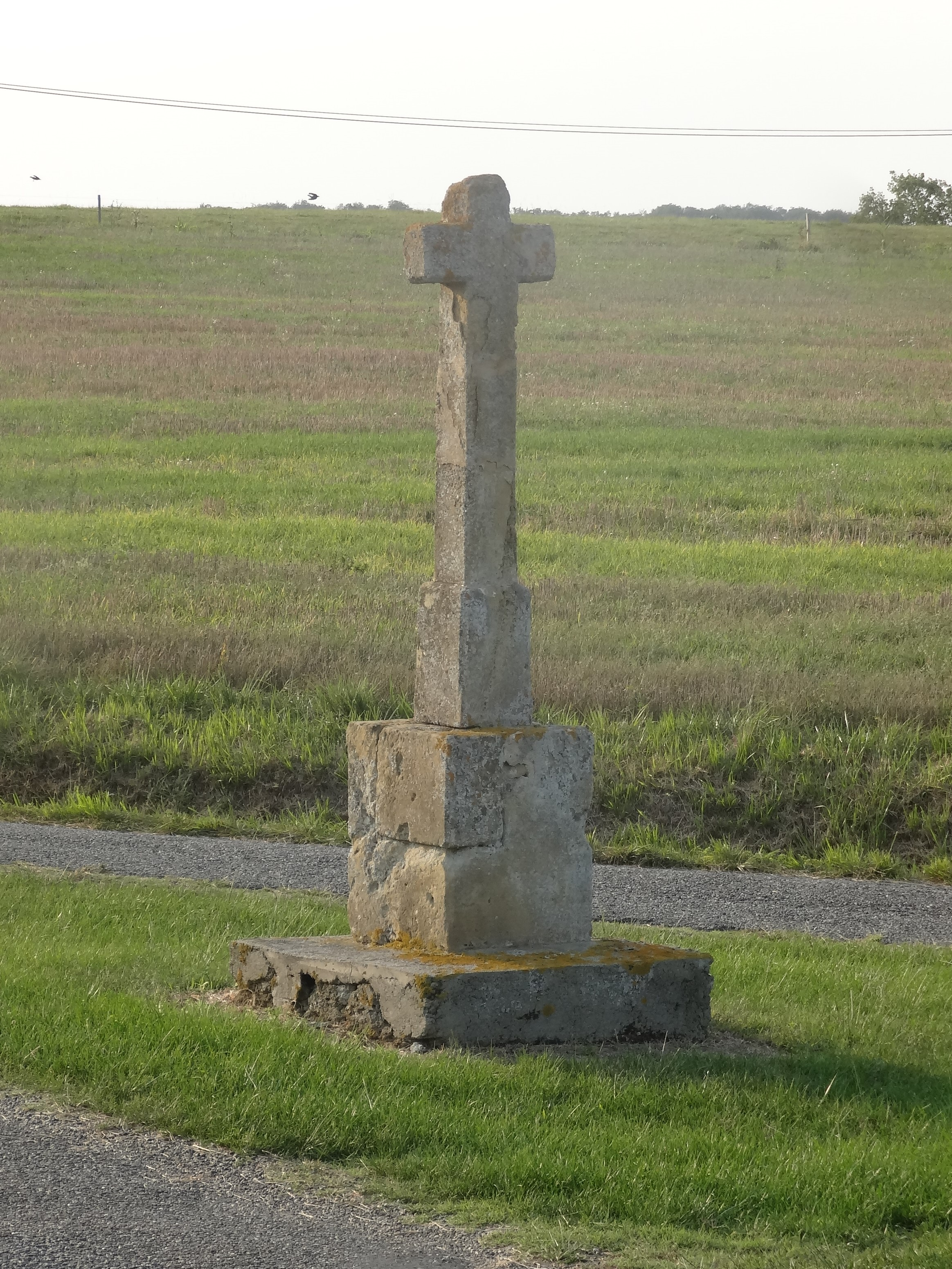
Croix en 2017.
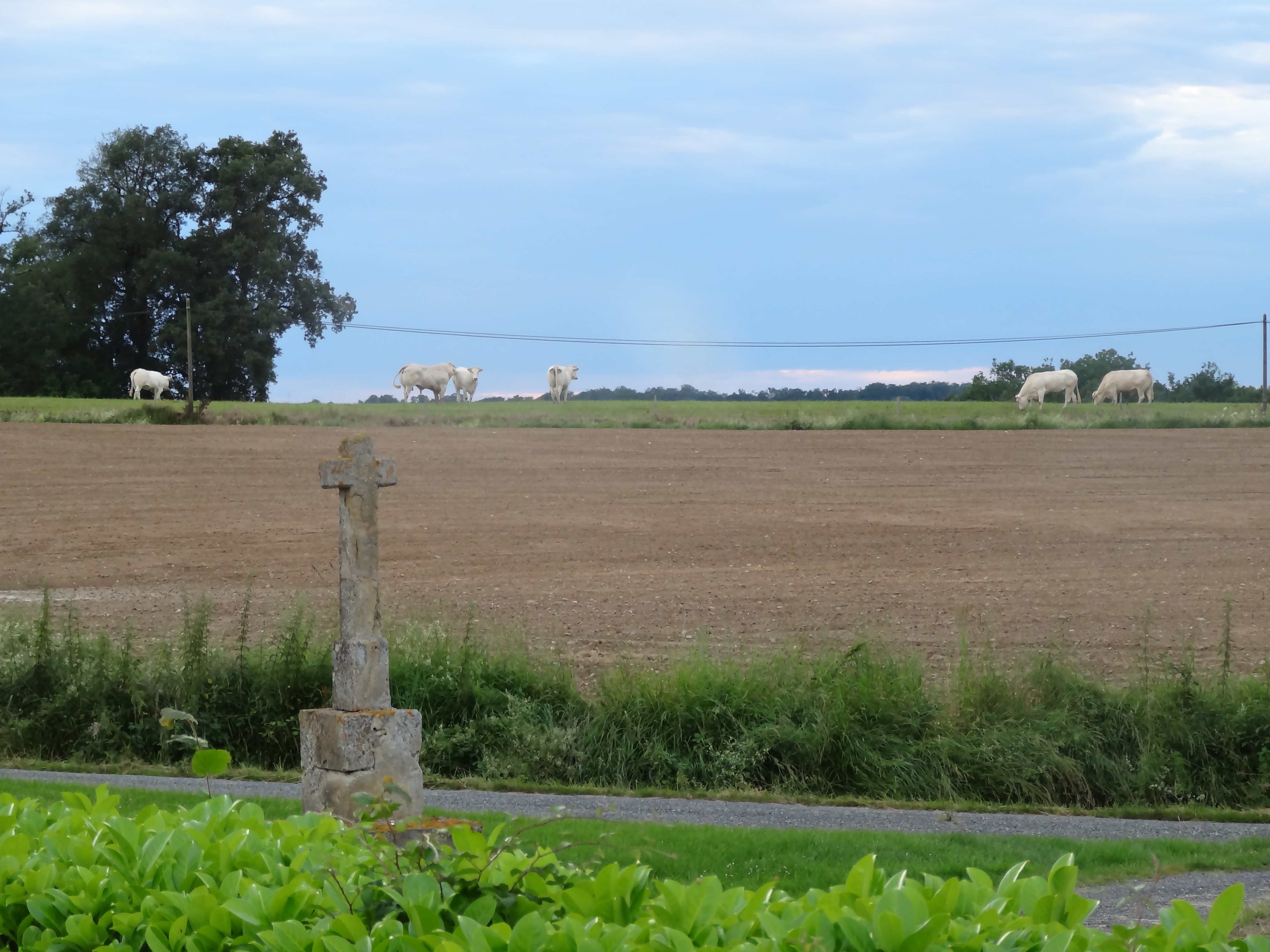
Autre vue.